# 东阳街道 (揭阳市)
东阳街道是中国广东省揭阳市榕城区下辖的一个街道，实际由东山区管辖。

## 行政区划
东阳街道下辖尖石社区、东山社区、新林社区、新苏社区、新阳社区、砂松社区、东阳居委、山东围社区、岐宁社区、蓝和社区、玉城社区、岐山社区、营前社区。